# Pediasia epineurus
Pediasia epineurus là một loài bướm đêm trong họ Crambidae.